# 虎頭山環保公園
虎頭山環保公園，位在臺灣桃園市桃園區成功路三段(區道桃11線，約在10K至10.5K處)旁的舊垃圾掩埋場改建而成，佔地約2.5公頃，公園內設有景觀涼亭，望遠鏡，大草坪體能設施，廁所及停車場等設施。 
在公園的中心位置特別設置了一座名為「孕育」的石雕藝術作品，說明這塊土地重生的意義；整座公園不僅是從垃圾掩埋場變身為公園，也皆是由太陽能與風力發電，加深這座環保公園的意義。
本公園適合遠眺，向西北方可看到桃園國際機場飛機起降，再遠可看到藍色的臺灣海峽；向西南方可俯視桃園區街景，再遠可達中壢區。黃昏時，西望紅色落日，景色美麗。
本公園因有高壓電線通過，不適合放風箏或遙控飛機，以策安全；也不適合燃放煙火，因為周圍無阻隔，爆炸聲對鄰近區域造成騷擾，且易引發火燒山。

## 景觀

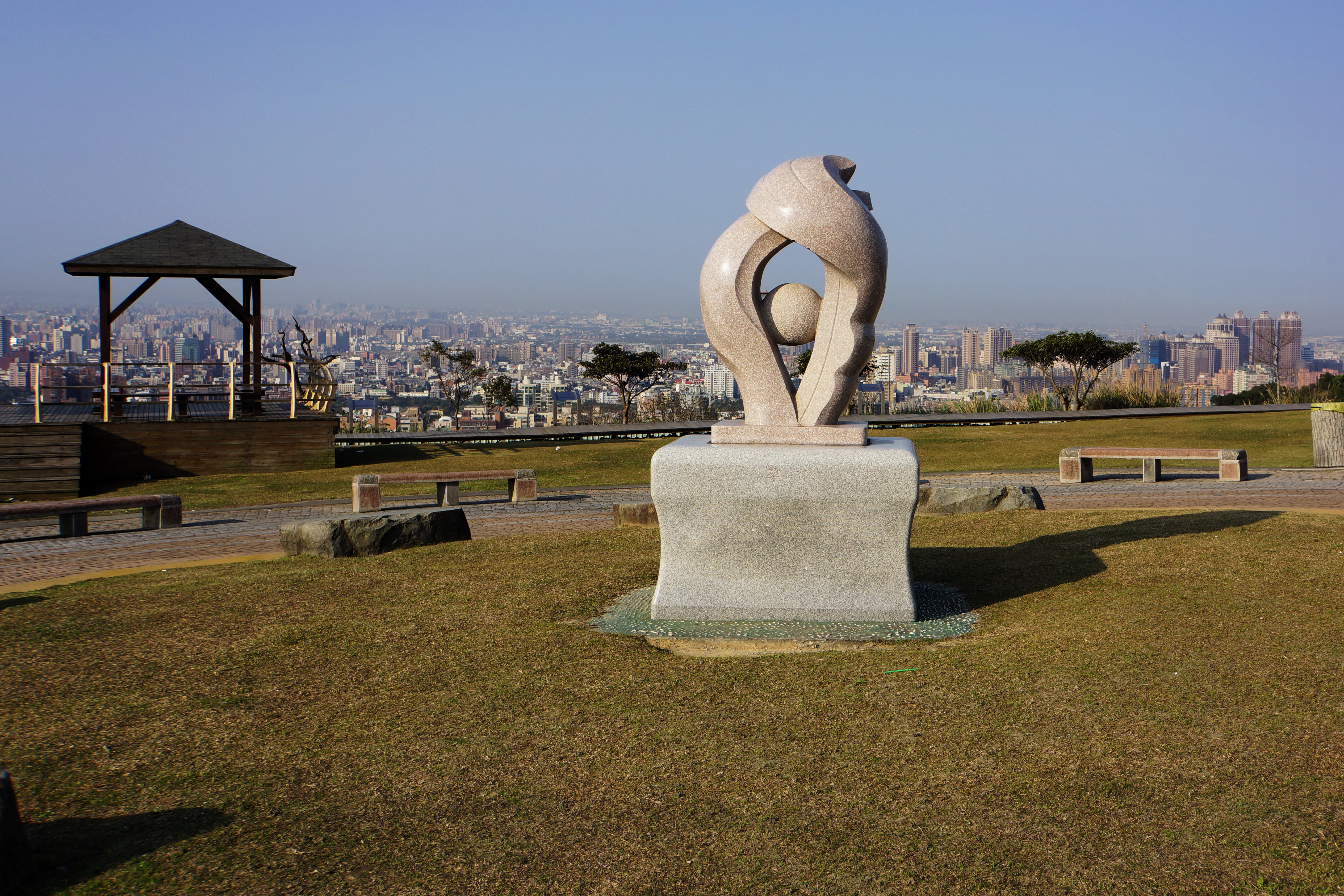
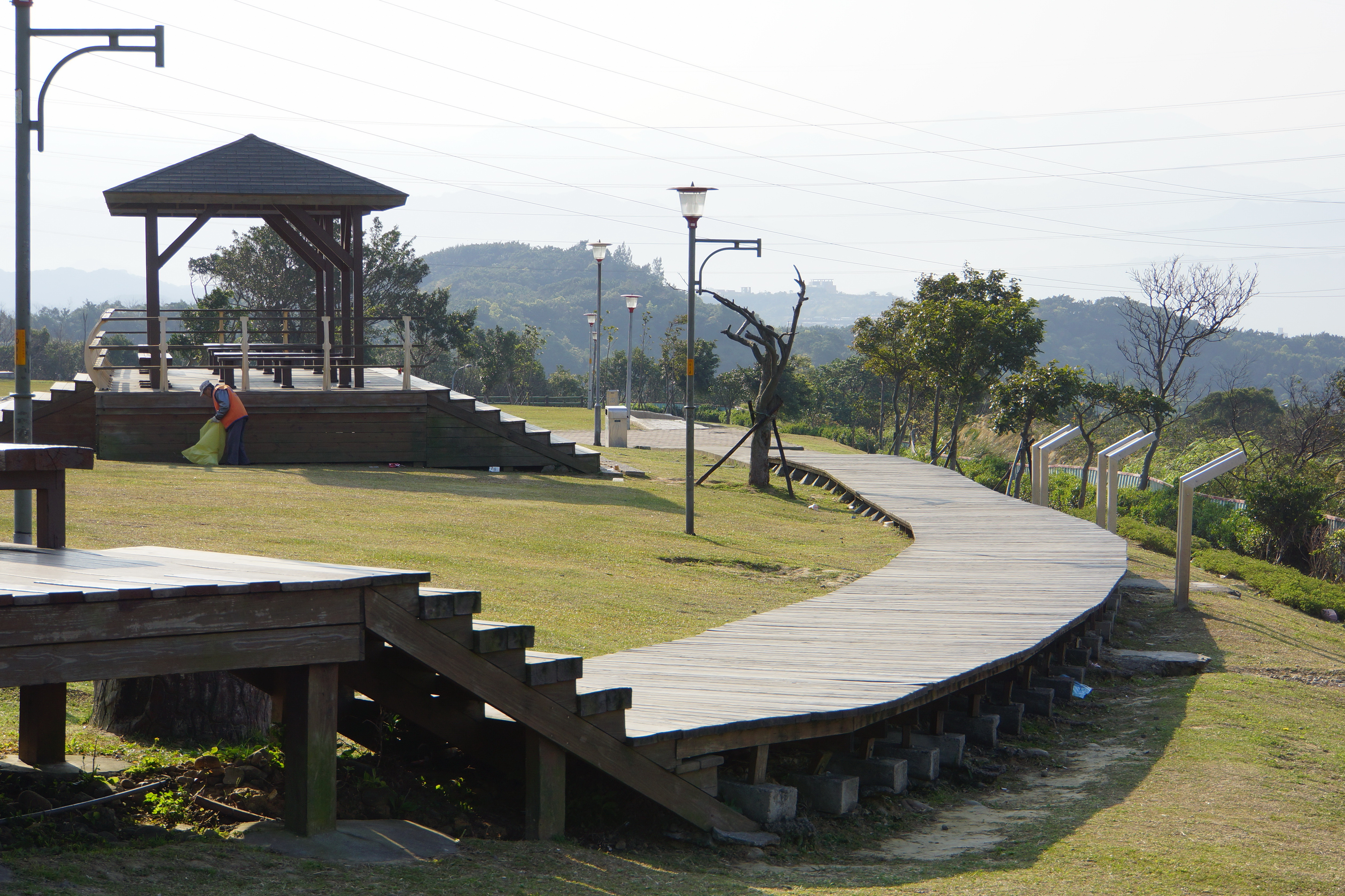
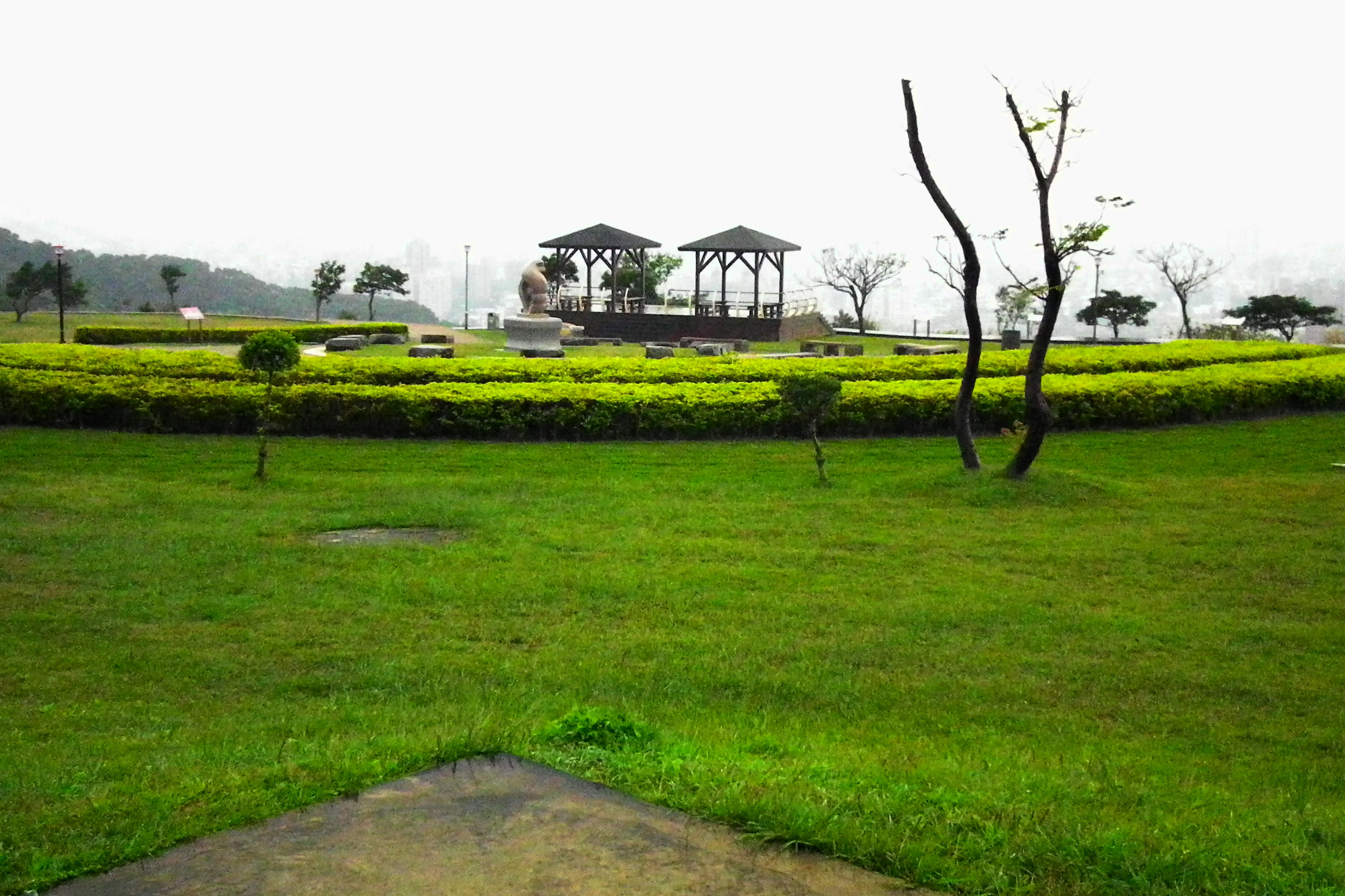
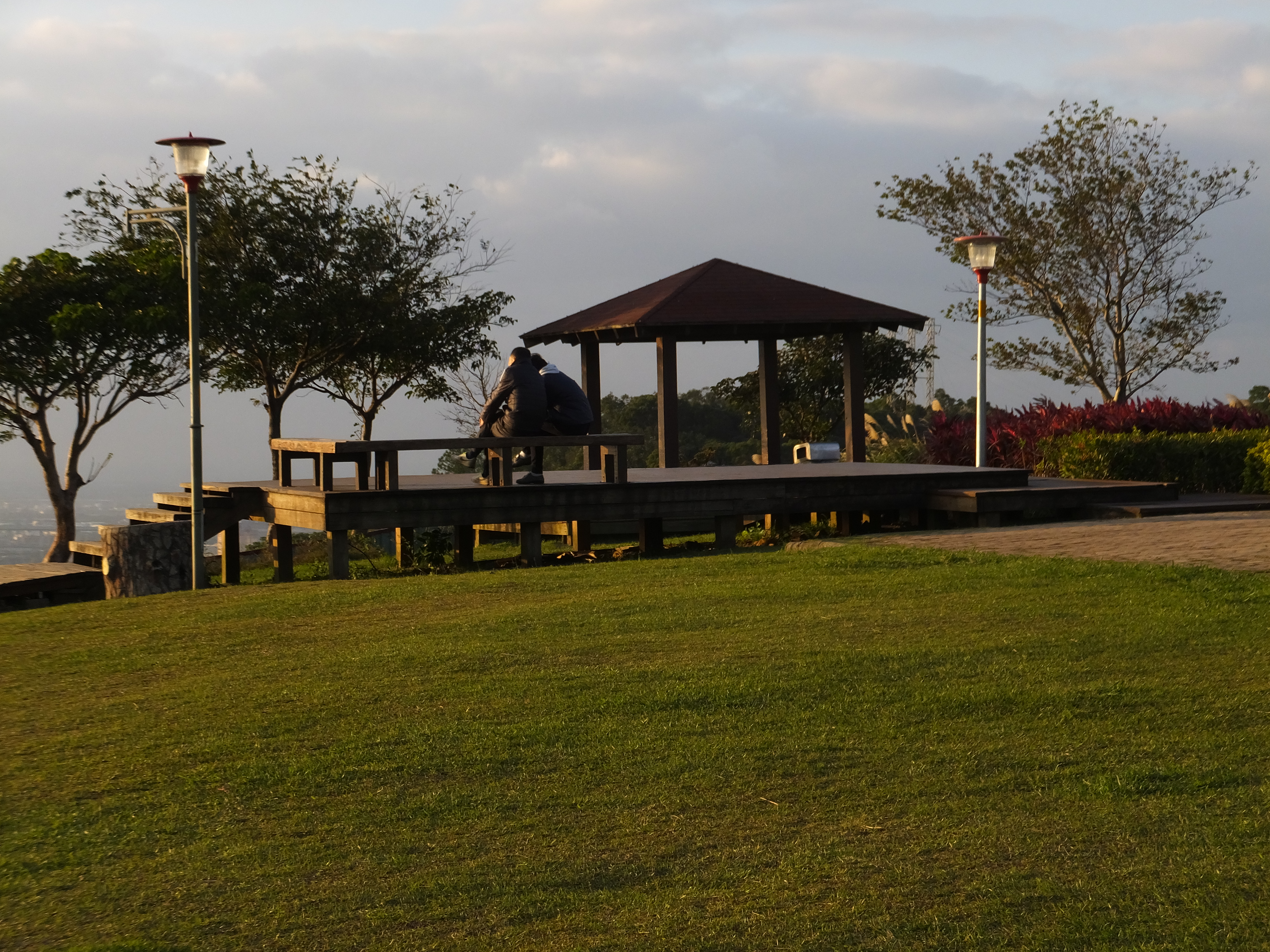
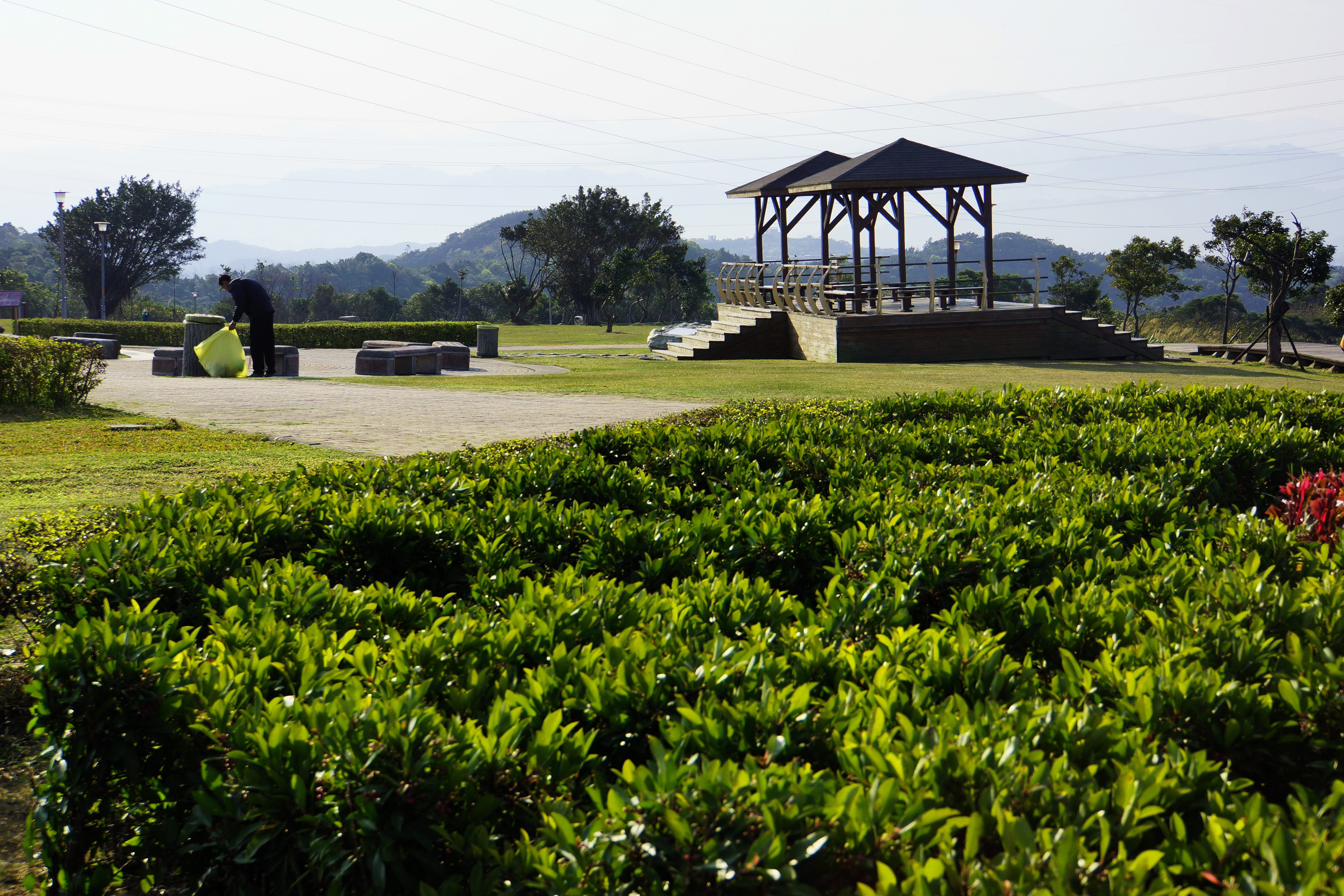
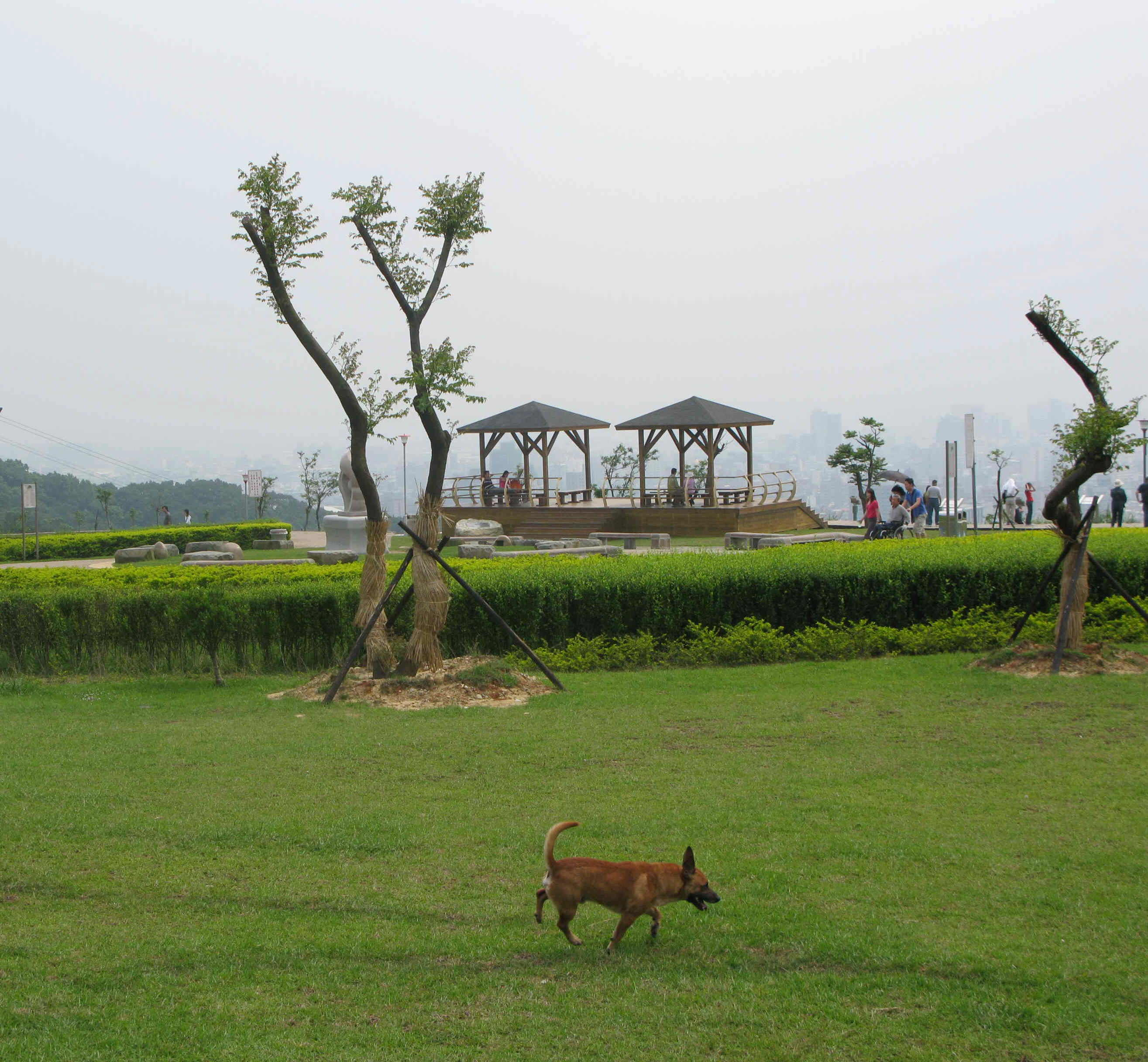

## 外部連結
- 虎頭山環保公園  桃園觀光導覽網
- 虎頭山環保公園－TripperWay （页面存档备份，存于）